# Емініа (містечко, Нью-Йорк)
Емініа (англ. Amenia) — місто (англ. town) в США, в окрузі Дачесс штату Нью-Йорк. Населення — 3769 осіб (2020).

## Демографія
Згідно з переписом 2010 року, у місті мешкало 4436 осіб у 1741 домогосподарстві у складі 1063 родин. Було 2045 помешкань
Расовий склад населення:
| - 89,1 % — білих - 4,1 % — чорних або афроамериканців - 1,4 % — азіатів - 0,4 % — корінних американців - 2,5 % — осіб інших рас |

До двох чи більше рас належало 2,4 %. Частка іспаномовних становила 8,5 % від усіх жителів.
За віковим діапазоном населення розподілялося таким чином: 20,4 % — особи молодші 18 років, 62,0 % — особи у віці 18—64 років, 17,6 % — особи у віці 65 років та старші. Медіана віку мешканця становила 44,0 року. На 100 осіб жіночої статі у місті припадало 97,9 чоловіків;  на 100 жінок у віці від 18 років та старших — 98,3 чоловіків також старших 18 років.
Середній дохід на одне домашнє господарство  становив 93 531 долар США (медіана — 53 736), а середній дохід на одну сім'ю — 95 112 долари (медіана — 78 727). Медіана доходів становила 50 594 долари для чоловіків та 30 469 доларів для жінок. За межею бідності перебувало 10,0 % осіб, у тому числі 10,8 % дітей у віці до 18 років та 8,6 % осіб у віці 65 років та старших.
Цивільне працевлаштоване населення становило 1990 осіб. Основні галузі зайнятості: освіта, охорона здоров'я та соціальна допомога — 33,9 %, роздрібна торгівля — 13,2 %, будівництво — 11,4 %.